# Райнеггс, Якоб
Якоб Райнеггс (нем. Jacob Reineggs, наст. фамилия Энхлих; 28 января 1744, Айслебен — 1 марта 1793, Санкт-Петербург) — авантюрист и дипломат XVIII века, медик родом из Саксонии.
В молодости сменил много профессий — цирюльник в Лейпциге, актёр в Вене, врач в Венгрии, естествоиспытатель в Польше.
Затем приехал в Турцию, откуда перебрался в Грузию, где вошел в доверие к царю Ираклию II, который сделал Райнеггса придворным врачом.
В 1782 году прибыл в Санкт-Петербург, где стал одним из приближённых князя Потёмкина.
Затем участвовал в русских дипломатических миссиях на Кавказе, сыграв не последнюю роль в подписании Георгиевского трактата в 1783 году.
В конце жизни — коллежский советник, директор хирургического училища и непременный секретарь Медицинской коллегии.
Умер в Петербурге.
Оставил после себя «Историческое и географическое описание Кавказа» («Allgemeine historisch-topographische Beschreibung des Kaukasus»).

## Источник
- Строев А. «Те, кто поправляет Фортуну». Авантюристы Просвещения. — М.: Новое литературное обозрение, 1998. — ISBN 5-86793-036-X — С. 294—295.